# Farnakes I
Farnakes I (185-159 p.n.e.) – król Pontu z dynastii Mitrydatydów, dziad Mitrydatesa VI Wielkiego.